# Китайско-виетнамска война
Китайско-виетнамската война (на виетнамски: Chiến tranh biên giới Việt-Trung), позната и като Третата Индокитайска война, а в Китай като Контраатаката срещу Виетнам при самозащита (на китайски: 对越自卫反击战, duì yuè zìwèi fǎnjī zhàn), е краткосрочно, но кърваво сражение от 1979 година между Народна република Китай и Социалистическа република Виетнам. Китай дава начало на офанзивата като отговор на Виетнамското нахлуване и окупация на Камбоджа, довела до края на управлението на, поддържаните от Китай, Пол Пот и Червените кхмери.
След кратко нахлуване в Северен Виетнам китайските войски напускат страната само след месец. И двете страни – Китай и Виетнам, претендират да са спечелили победа в последната Индокитайска война от 20 век. От една страна виетнамските войски остават в Камбоджа до 1989 година и може да се каже, че Китай не постига целта си да откаже Виетнам от военната си намеса в Камбоджа. От друга страна Китай постига стратегическа цел да намали нападателните способности на виетнамците по Китайско-Виетнамската граница. Китай също успешно демонстрира пред СССР, политическият ѝ враг по време на Студената война, че Съветския съюз не би имал възможност да защити съюзника си.

## Предистория
След края на Втората световна война Индокитай остава нестабилен регион, където с началото на Студената война двата противоположни военни блока съсредоточават силите си. Преразпределението на териториите на Френски Индокитай водят до поредица от военни конфликти, известни като Индокитайските войни, между силите на НАТО и комунистическите държави в региона. С края на Първата Индокитайска война Франция е изтласкана от региона, но мястото и заема САЩ, която разгръща военни действия на териториите на Виетнам, Лаос и Камбоджа. С разрива в отношенията между СССР и Китай комунистическия лагер в региона се разделя на просъветски и прокитайски. След приключването на Камбоджанската гражданска война през 1975 година в страната се установява, поддържания от Китай, режим на Червените кхмери, който започва геноцид над собственото население на Камбоджа. За да предотврати геноцида и разрастването на китайската власт, обединен Витнам започва Камбоджанско-виетнамската война.
С идването на власт на Дън Сяопин в Китай, страната се преориентира и отваря частично пазара си за държавите от НАТО. СССР и Виетнам подписват 25-годишен договор за взаимопомощ, което прави съществена ролята на Виетнам да удържа Китай в орбитата на СССР. На 1 януари 1979 година Дън Сяопин посещава САЩ и заявява на президента Джими Картър, че „децата, които не слушат, трябва да бъдат нашамарени“. На 15 февруари Китай прекратява Китайско-Съветския договор за приятелство и съюз, а Дън Сяопинг обявява, че Китай планира да извърши ограничена атака срещу Виетнам. Повод за това, според китайските власти, е лошото отношение на Виетнам към китайското малцинство на островите Спратли. За да се предотврати съветска помощ за Виетнам, Дън Сяопин предупреждава Москва, че Китай е готова за война срещу СССР като дислоцира около 1,5 млн. войници по границата си със СССР, обявява военна тревога и евакуира около 300 000 души мирно население. В отговор СССР прави опит да дислоцира свои войски във Виетнам, но практически плана се проваля поради невъзможността съветските войски да достигнат до отдалечения Виетнам. Алтернативата СССР да започне война с Китай отпада, като властите в Пекин пропагандно раздухват невъзможността СССР да изпълни обещанията си към Виетнам. На 3 април 1979 година Китай официално денонсира договора от 1950 година за приятелство, съюз и взаимопомощ.

## Състояние на силите

### Китайска армия
Два дни след обявяването на войната, на 17 февруари 200 000 пехотинци, подкрепени от 200 – 400 танка Тип 59, Тип 62 и Тип 63 от Китайската народоосвободителна армия нахлуват в Северен Виетнам. Китайските сили са в състав от военните окръзи в Кунмин (по-късно разформирован), Чънду, Ухан (по-късно разформирован) и Гуанджоу, като щаба на запад е разположен в Кунмин, а на изток в Гуанджоу. Част от инженерните войски, железопътните, логистичните и противовъздушните войски на Китай няколко години по-рано са подпомагали Виетнам във войната със Съединените щати.

### Виетнамска армия
Много от елитните войски на Виетнам по това време се намират в Камбоджа, като според виетнамското правителство разполага само със 70 000 души в Северен Виетнам, от които малка част редовна войска. Китайските твърдения са за поне двойно повече виетнамски войски в областта.
По време на войната, виетнамските сили използват американска военна техника, изоставена по време на Виетнамската война със САЩ.

## Ход на военните действия
Китай нахлува в северно виетнамските провинции Као Банг, Лао Кай и Ланг Сон. Настъплението продължава бързо до 55 km в дълбочина и след тежки сражения побеждава елитната виетнамска дивизия „Златна звезда“, завладява също височините над град Ланг Сон. След три дни градски сражения Ланг Сон е превзет на 6 март. След това са завзети южните височини и Саба, проход по пътя на виетнамската столица Ханой, като напълно са унищожени виетнамските 316А пехотна елитна дивизия и 308, 3, 345, 346 пехотни дивизии от Виетнамската народна армия. Комунистическото правителство на Виетнам е принудено да напусне Ханой и се установява на 540 km южно в Хюе. Китай обявява победата си и постигането на основните си цели и се изтегля обратно към китайската граница, като по пътя унищожава инфраструктурата и селищата, разграбва оборудване, ресурси и добитък, като така практически унищожава икономиката на Северен Виетнам. Китайските войски се изтеглят напълно до 16 март 1979 година.

## Жертви
До днес и двете страни претендират да са победили във въоръжения конфликт. Броят на жертвите е спорен, като според някои западни източници загубите на китайската армия са повече от 20 000 убити, макар цифрите да са очевидно преувеличени. Китайският демократически активист Уей Джингшенг, спечелил наградата „Сахаров“ за свобода на мисълта през 1996 година, твърди че китайската армия губи 9000 убити и повече от 10 000 ранени по време на войната. Скоро излезли източници дават 6954 убити и 14 800 ранени и 238 военнопленници.
За жертвите на Виетнам липсват неутрални и проверими източници. Подобно на Китайското правителство, и Виетнамското такова никога не изнася официални данни за жертвите на войната. Изключение прави само вестник „Нан Дан“, официален орган на комунистическата партия на Виетнам, който споменава за 100 000 цивилни жертви по време на китайската агресия, а на 17 май 1979 година и за тежки загуби на индустриалната и земеделската ѝ собственост. Виетнамската армия губи 42 000 убити, повече от 10 000 ранени, 2210 военнопленници, неизвестен брой нередовни войски, като общия брой на жертвите се равнява на 70 000.

## Последици
Китай губи 3446 милиона юана за време на войната, което забавя изпълнението на икономическия ѝ план за 1979 – 80 година. За да ограничи виетнамските възможности спрямо Китай е предприета тактика на опожарената земя при оттеглянето на китайските войски от Северен Виетнам, което оставя района трайно нестабилен. Виетнам не изтегля войските си от Камбоджа и успява напълно да отстрани режима на Червените кхмери. Китайското ръководство реорганизира армията като цели подобряване на техническото координиране и подготовката.
Граничните конфликти между Виетнам и Китай продължават и през 80-те години на 20 век, като най-значителни са сраженията от април 1984 година и морската битка при островите Спратли от 1988 година. През 1999 година след много преговори Китай и Виетнам подписват граничен договор, чрез който трайно демаркират граничната зона помежду си. През 2009 година споровете по граничните райони са крайно решени с подписан договор между външните министри на Китай и Виетнам. Въпреки това Параселските и Спратлинските острови остават спорни. До 1990 година Виетнам неколкократно иска официално извинение от Китай, като след нормализирането на отношенията между двете страни това искане отпада.